# 로런스 올리비에상
로런스 올리비에상(Laurence Olivier Award)은 그 해에 상연된 뛰어난 연극, 오페라와 배우에게 주어지는 상이다. 매년 2월에 실시되며, 영국 버전의 토니상이라고도 한다. 로런스 올리비에의 이름을 따서 지어졌으며, 1976년 처음 실시되었다.

## 같이 보기
- 토니상
- 드라마 데스크상